# Такси-блюз
«Такси-блюз» (фр. Taxi Blues) — художественный фильм 1990 года, режиссёрский дебют сценариста Павла Лунгина с Петром Мамоновым и Петром Зайченко в главных ролях.

## Сюжет
Действие фильма происходит в конце 1980-х годов. Молодой и талантливый блюзовый саксофонист Алексей Селивёрстов вместе с друзьями проводит ночь, разъезжая по Москве на такси. Однако, когда наступает утро, он обманом уклоняется от оплаты проезда. Таксист Иван Шлыков, человек строгих советских принципов, разыскивает музыканта, избивает его и забирает в залог саксофон перед предстоящим концертом. Поняв, что из-за этого Селивёрстов потерял работу и жильё, Шлыков возвращает инструмент. Оставшись без крыши над головой, Алексей вынужден поселиться в коммунальной квартире Шлыкова.
Постепенно между столь разными людьми завязывается своеобразная дружба. Алексей — свободолюбивый интеллектуал, склонный к философским размышлениям и страдающий алкоголизмом. Иван — суровый и прагматичный человек, считающий творческих личностей и интеллектуалов виновниками многих проблем страны.
Пагубное пристрастие Алексея приводит к проблемам: он устраивает потоп в коммуналке, из-за чего Шлыков подаёт заявление в милицию. Узнав, что музыканту грозит до пяти лет тюрьмы, таксист забирает заявление и требует отработать 475 рублей — стоимость ремонта. Алексей выполняет поручения Шлыкова, но продолжает пить и избегает ответственности. Шлыков пытается наставить его на путь исправления, однако Селивёрстов сопротивляется переменам, обвиняя таксиста в узколобости и консерватизме.
Однажды Алексей знакомится с американским саксофонистом Холом Сингером, который высоко оценивает его талант. Музыканты устраивают вечеринку в квартире Шлыкова, после чего Алексей объявляет, что уезжает выступать в США. Иван сомневается в успехе его затеи, но спустя некоторое время во время поездки замечает трансляцию концерта Селивёрстова по телевидению. Впечатлённый его выступлением, он останавливает машину прямо посреди дороги, чтобы посмотреть концерт.
Вернувшись в Москву уже в статусе известного музыканта, Алексей окружает себя новой компанией, в которой нет места старому другу. Шлыков, чувствуя себя покинутым, замыкается в себе и начинает выпивать. В конце концов, он преодолевает предубеждения и приходит на концерт Селивёрстова, где, растроганный музыкой, не может сдержать слёзы.
Спустя некоторое время Алексей с шумной компанией навещает Шлыкова, дарит ему надувную секс-куклу и делает снимок на память. Оскорблённый Иван бросается в погоню на угнанном такси за красным «Mercedes-Benz», в котором, как он думает, находится Селивёрстов. В результате аварии обе машины разбиваются. Шлыков выбирается из обломков и обнаруживает, что ошибся — за рулём находился японец. Взвалив пострадавшего на плечо, он уходит по дороге, в то время как автомобили взрываются.
Перед финальными титрами рассказывается о дальнейшей судьбе героев. Селивёрстов, пройдя принудительное лечение в психиатрической больнице, выпустил в Нью-Йорке свой второй альбом. Иван устроился работать в кооператив «Русское такси» и приобрёл красный «Мерседес». Его подруга Кристина вышла замуж за милиционера и стала официанткой в ресторане «Крым». Пожилой сосед Шлыкова по коммуналке, Нечипоренко, скончался и был похоронен на Кунцевском кладбище.

## В ролях
- Пётр Мамонов — Алексей Селивёрстов, саксофонист-алкоголик
- Пётр Зайченко — Иван Петрович Шлыков, таксист
- Наталия Коляканова — Кристина, подружка Шлыкова
- Елена Сафонова — Нина, жена Селивёрстова
- Владимир Кашпур — пенсионер Нечипоренко, сосед Шлыкова по коммуналке
- Хол Сингер[англ.] — камео
- Сергей Газаров — администратор клуба «Каучук»
- Евгений Герчаков — лысый музыкант, приятель Селивёрстова
- Дмитрий Пригов — писатель, печатающий в поезде
- Игорь Золотовицкий — Петюнчик, друг Селивёрстова
- Валерий Хлевинский — Коля, коллега Шлыкова по таксопарку

## Работа над фильмом
В 1989 году тогда уже сорокалетний сценарист Павел Лунгин написал сценарий, который отражал его внутренний мир и его переживания Перестройки. Сам сценарий был не на заказ и, по заверениям самого Лунгина, был достаточно личным, поэтому он решил сам ставить фильм.
На главную роль в фильме Лунгин пригласил уже состоявшегося музыканта и лидера группы «Звуки Му» Петра Мамонова. До этого Мамонов снимался лишь однажды — в фильме «Игла» Рашида Нугманова, где исполнял второстепенную роль поставщика наркотических средств, хирурга Артура.
«Такси-блюз» стал первой совместной работой Павла Лунгина и Петра Мамонова. Их дальнейшее творческое сотрудничество продолжилось на фильмах «Остров» и «Царь».

## Съёмочная группа
- Режиссёр — Павел Лунгин
- Сценарист — Павел Лунгин (автор сценария)
- Музыка — Владимир Чекасин, Юрий Кузнецов
- Оператор — Денис Евстигнеев
- Художник-постановщик — Валерий Юркевич
- Продюсеры — Александр Голутва (совм. с М. Кармицем, М. Гехтом) и Владимир Репников (генеральный продюсер)

## Факты
- Впервые полностью издан на DVD лишь в 2011 году[2].
- В фильме показана работа уличного видеоэкрана Элин, который был установлен на торцевой стене дома № 17 по проспекту Калинина (ныне Новый Арбат, д. 7). Проезжая по проспекту Калинина, Шлыков видит трансляцию концерта Селиверстова из Нью-Йорка на этом экране. Шлыков останавливается посреди дороги и смотрит концерт Селиверстова. В то время уличный видеоэкран был достаточно экзотическим и уникальным сооружением
- В фильме звучит музыка российского саксофониста Владимира Чекасина и отрывок из песни Петра Мамонова «Досуги-буги» в исполнении автора.

## Призы и награды
- Приз за лучшую режиссёрскую работу на Каннском кинофестивале 1990 года[3].
- Специальное упоминание экуменического жюри на Каннском кинофестивале 1990 года[3].
- Номинация на премию «Золотой глобус» в категории «Лучший фильм на иностранном языке».
- Номинация на премию «Сезар» в категории «Лучший фильм на иностранном языке».